# Schalkhoven
Schalkhoven (Limburgs: Sjaakôve) is een dorp in de Belgische provincie Limburg, en een deelgemeente van de stad Bilzen-Hoeselt. Het was een zelfstandige gemeente tot het bij de fusie van 1977 toegevoegd werd aan de gemeente Hoeselt, dat in 2025 opging in Bilzen-Hoeselt.
Schalkhoven is een klein Haspengouws landbouwdorp ten zuidwesten van Hoeselt. Het is in bevolkingsaantal de kleinste deelgemeente.

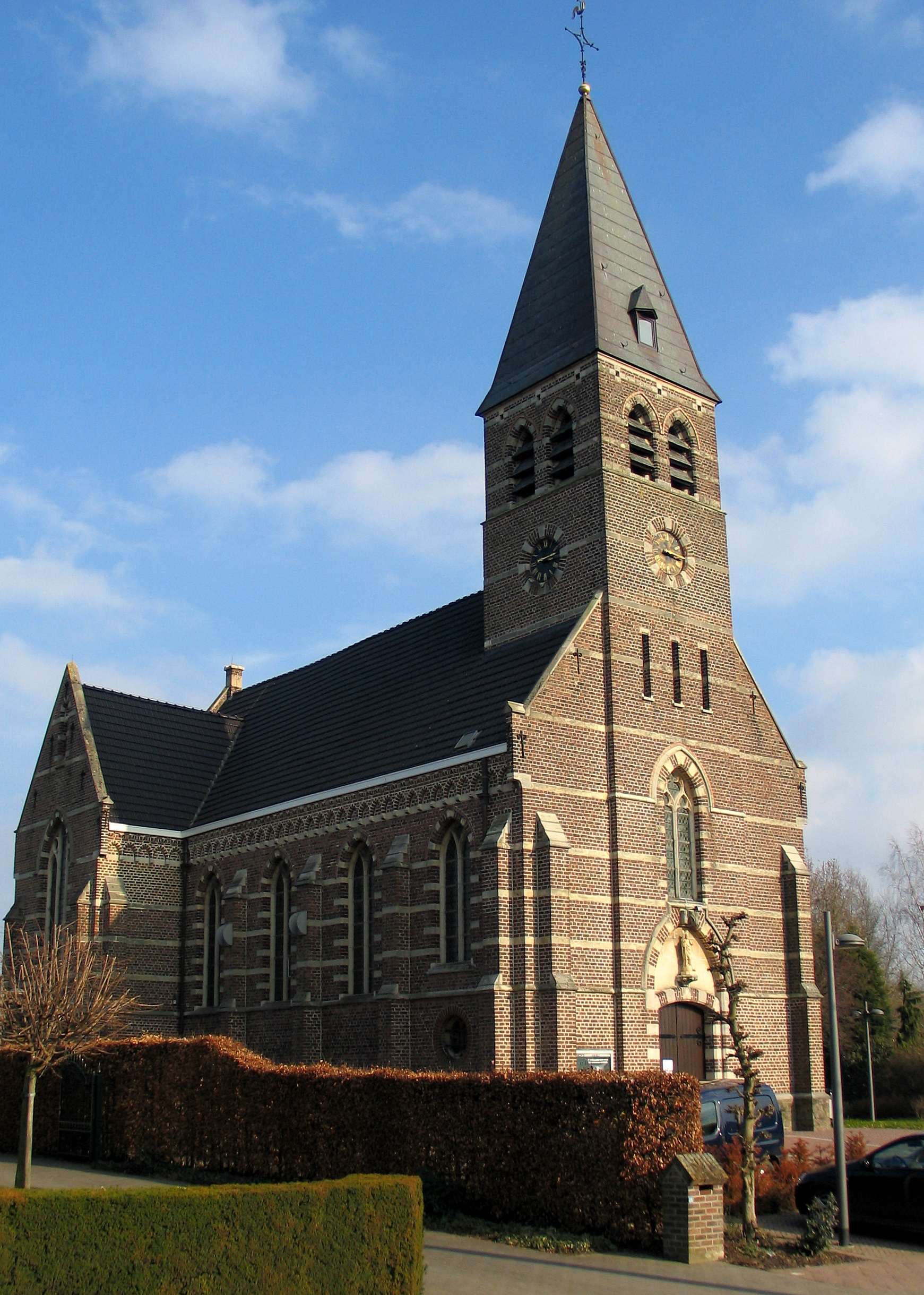
De Sint-Brixiuskerk

## Etymologie
Schalkhoven werd voor het eerst vermeld in 1256 als Scalckoven. Het is een samenstelling van schalk (knecht) en hoeve.

## Geschiedenis
In 1865 werden, bij een opgraving op de Homberg en het Steenveld, resten van een Romeinse villa en begraafplaats gevonden. In de Middeleeuwen vormde Schalkhoven, samen met Sint-Huibrechts-Hern, een heerlijkheid, die in 1256 in het bezit was van de familie Van Diepenbeek. Vanaf de 13e eeuw ware de heerlijke rechten aan de families Hamal en Van Elderen. Het Kasteel van Schalkhoven, hoewel van groot belang voor het dorpsleven geweest zijnde, behoorde niet tot de heerlijkheid.
Schalkhoven bezat vanouds een kapel die onderhorig was aan de Sint-Stephanusparochie te Hoeselt, maar werd in 1834 een onafhankelijke parochie. De huidige Sint-Brixiuskerk werd in 1928 gebouwd op een iets noordelijker plaats. Van de oude kapel rest de begraafplaats, nabij de ingang van het kasteel.
In 1977 werd de gemeente Schalkhoven bij Hoeselt gevoegd. Schalkhoven onderhoudt goede banden met zusterdorp Hees (Bilzen).

## Demografische ontwikkeling
- Bronnen:NIS, Opm:1831 tot en met 1970=volkstellingen; 1976 = inwoneraantal op 31 december

## Bezienswaardigheden

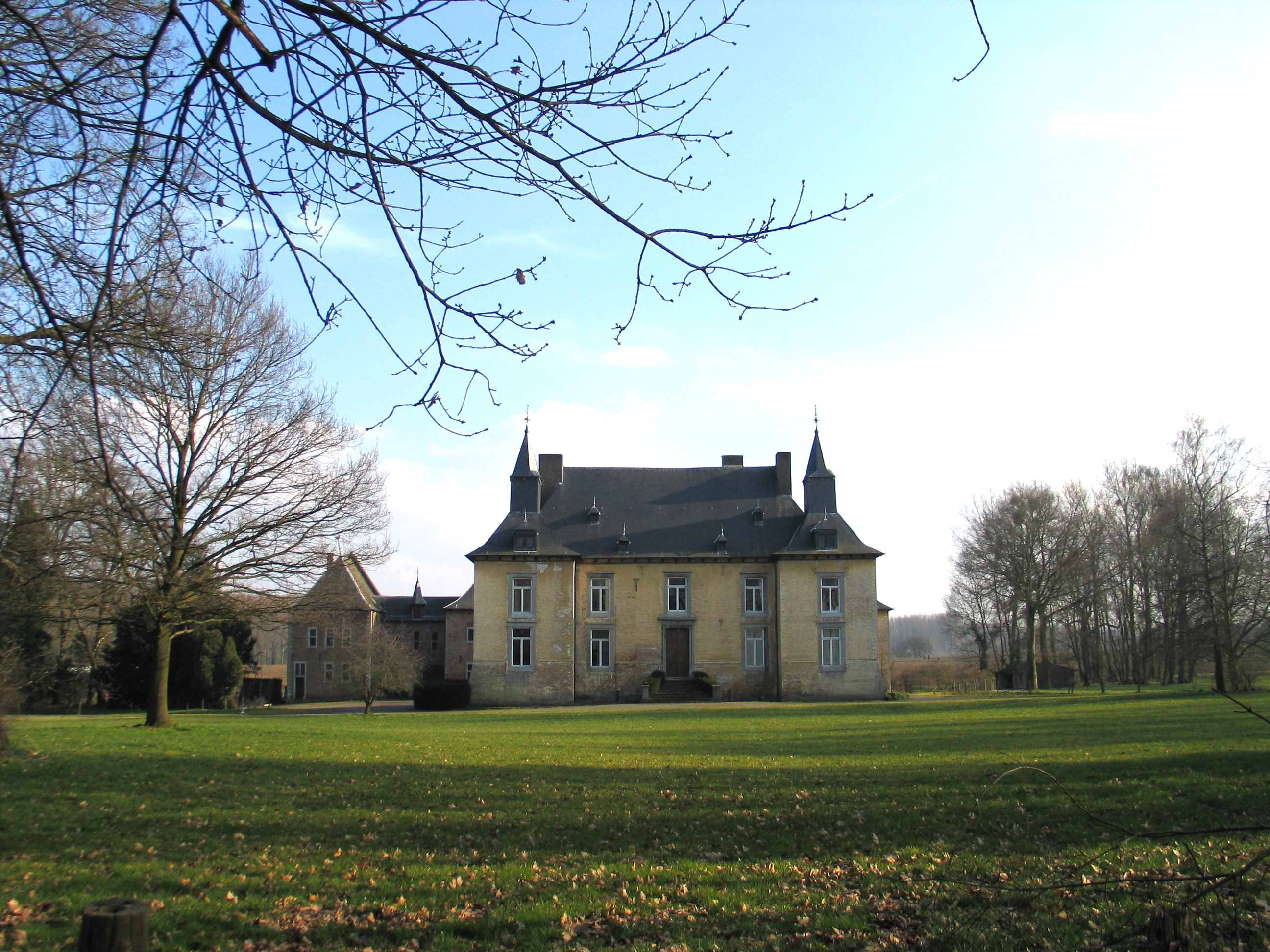
Kasteel van Schalkhoven

- De neogotische Sint-Brixiuskerk uit 1929. Ze verving de oude kerk die buiten het centrum lag. De oude kerk is afgebroken maar het omringende kerkhof met oude grafstenen is nog aanwezig.
- Het Kasteel van Schalkhoven, dat oorspronkelijk dateert uit 1588. In 1770 werd het verbouwd in classicistische stijl. Ook de kasteelhoeve dateert uit de 16e eeuw en werd eveneens verbouwd in de 18e eeuw.

## Natuur en landschap
Schalkhoven ligt in vochtig-Haspengouw, op een hoogte van 62 - 90 meter.
Ten oosten van het dorp ligt de vallei van de Oudebeek, welke in noordelijke richting naar de Demer stroomt. Een zijtak hiervan is verbonden met de vijver op het landgoed van het Kasteel van Schalkhoven.

## Nabijgelegen kernen
Hoeselt, Romershoven, Vliermaal, Sint-Huibrechts-Hern